# Politica di sicurezza e di difesa comune

Logo del PSDC

La Politica di sicurezza e di difesa comune (acronimo PSDC) è una delle parti più importanti della Politica estera e di sicurezza comune (PESC), ossia l'ex "secondo pilastro" dell'Unione europea (i pilastri sono stati aboliti dal Trattato di Lisbona). Con lo stesso Trattato di Lisbona la PESD ha cambiato nome in PSDC ovverosia Politica di Sicurezza e Difesa Comune (Art.42 TUE). In particolare l'articolo 42 al punto 7 contiene una clausola di mutua difesa che obbliga tutti gli stati UE ad intervenire in solido in caso di necessità.
Il progetto di sviluppare una Politica europea di sicurezza e di difesa, quale parte distinta ma ricompresa nella Politica estera e di sicurezza comune dell'UE, fu proposto al Consiglio europeo di Colonia, il 3 e 4 giugno 1999. L'obiettivo principale della PSDC è quello di rafforzare la capacità dell'UE ad agire in ambito esterno attraverso lo sviluppo delle sue capacità civili e militari in materia di prevenzione dei conflitti internazionali e di gestione delle crisi.

## Istituzioni
Formalmente la PSDC è competenza del Consiglio dell'Unione europea, ma l'Alto Rappresentante dell’Unione Europea gioca un ruolo significativo. Come mandatario del Consiglio, egli prepara ed esamina le decisioni prima di portarle all'approvazione di quest'ultimo.
Nell'esercizio delle sue funzioni, l'Alto Rappresentante è assistito da alcune strutture di supporto:
- Il Comitato politico e di sicurezza (CPS), struttura permanente che vigila sulle situazioni internazionali nell'ambito della PESC, fornisce pareri al Consiglio, sia su richiesta che di propria iniziativa, vigila sull'implementazione delle politiche concordate e gestisce le eventuali crisi nell'ambito della PSDC per conto del Consiglio
- Il Comitato militare dell'Unione europea (CMUE), incaricato di fornire al CPS raccomandazioni e pareri militari su tutte le questioni militari nell'ambito dell'UE
- Lo stato maggiore dell'UE (SMUE), chiamato ad attuare politiche e decisioni del comitato militare

Le Agenzie dell'Unione Europea nell'ambito della PSDC, "ereditate" dall'Unione Europea Occidentale sono:
- L'Istituto dell'Unione europea per gli studi sulla sicurezza (ISS)
- Il Centro satellitare dell'Unione europea (CSUE)
- La nuova Agenzia europea per la difesa (AED)

## Storia
La politica europea di sicurezza ha seguito diversi percorsi nel corso degli anni '90, sviluppandosi simultaneamente all'interno dell'Unione Europea Occidentale, della NATO e della stessa Unione europea.

### UEO e NATO
Si fecero dei primi tentativi per istituire una politica europea di sicurezza e difesa comune.
Nel 1954 fu fondata l'Unione Europea Occidentale, un'organizzazione internazionale di sicurezza composta da alcuni stati che furono poi anche membri della NATO.
Presto la NATO acquistò maggiore importanza tanto da oscurare l'UEO. Negli anni '50 venne proposta una Comunità europea di difesa, simile, per scopi, alla CECA, ma il trattato non fu ratificato dal parlamento francese e il progetto fu abbandonato.

### Missioni di Petersberg
Nel 1992, l'Unione Europea Occidentale ha adottato i compiti di Petersberg, pensati per una cooperazione nell'eventualità di una crisi nell'Europa dell'Est. L'UEO non aveva un suo esercito ma dipendeva dalla cooperazione tra i suoi membri.
Le missioni intraprese erano per interventi più o meno importanti e includevano:
- missioni umanitarie e di protezione civile
- Peacekeeping
- Missioni militari per la gestione delle crisi e la risoluzione dei conflitti

Nel giugno 1996, durante il Consiglio della NATO tenutosi a Berlino, i ministri degli Affari esteri della NATO convenivano di sviluppare una Identità di Sicurezza e Difesa europea (in inglese "European Security and Defence Identity" - ESDI) nell'ambito della NATO. L'obiettivo era di creare un pilastro europeo della difesa secondo il concetto di forze separate ma non separabili, in parte per consentire ai paesi europei di condurre delle azioni militari dove la NATO non voleva intervenire, e in parte per alleviare l'onere finanziario degli Stati Uniti per mantenere le basi militari che erano presenti in Europa fin dalla guerra fredda. In tale contesto prendeva corpo l'accordo denominato Berlin Plus, per l'utilizzo da parte delle forze eventualmente operanti sotto l'egida della UEO (quindi per operazioni di gestione di crisi eventualmente lanciate dall'UE) di strutture, personale, mezzi e capacità di pianificazione della NATO
Anche l'Unione europea incorporò le missioni di Petersberg con il Trattato di Amsterdam. Con questo trattato comincia a prendere forma la PESC basata sulle missioni di Petersberg. La tradizionale riluttanza britannica verso questo progetto si trasformò in sostegno ad esso, come espresso con una dichiarazione bilaterale del presidente francese Jacques Chirac e del primo ministro inglese, Tony Blair fatta alla fine di un vertice bilaterale franco-britannico svoltosi a Saint-Malo il 3 e 4 dicembre 1998, in cui si affermava che l'UE «deve avere la capacità di intraprendere azioni autonome, supportate da forze militari credibili, gli strumenti per decidere di usarle e la relativa preparazione, e ciò allo scopo di far fronte alle crisi militari».

### Istituzione di organi per la PESD
Il Consiglio europeo di Colonia (3-4 giugno 1999) decise di incorporare il ruolo dell'Unione Europea Occidentale nell'ambito dell'UE, in pratica l'UEO cessava di esistere. Il Consiglio di Colonia prevedeva l'istituzione di un Comitato Politico e di Sicurezza (CPS) in qualità di organo permanente con sede a Bruxelles presieduto dall'Alto Rappresentante per la Politica Estera e di Sicurezza Comune e composto di rappresentanti stabili con competenza specifica nel settore politico-militare; la creazione di un Comitato militare costituito da rappresentanti militari con il compito di formulare raccomandazioni al CPS e di uno Stato maggiore militare dell'UE con una Sala operativa per la raccolta e la valutazione delle informazioni, un Centro satellitare e un Istituto per gli studi della sicurezza. Questo per dare impulso sia alla PESC che alla PESD.
Il primo atto concreto, nell'ambito della PESD, volto a implementare le capacità militari fu svolto nel 1999 quando gli stati membri dell'UE firmarono l'Obiettivo primario di Helsinki (Helsinki Headline Goal). Vi era inclusa anche la creazione di un catalogo di forze militari, detto l''Helsinki Force Catalogue', che potesse essere in grado di adempiere ai cosiddetti "compiti di Petersberg". L'UE lanciò il Piano d'azione europeo per le capacità militari (European Capabilities Action Plan-ECAP) al vertice di Laeken nel dicembre 2001. Ciononostante, fu subito chiaro che gli obiettivi delineati nell'"Obiettivo primario di Helsinki" non potevano essere raggiunti in breve tempo. Nel maggio 2004 il consiglio dei ministri della difesa dell'UE approvarono il documento chiamato "Headline Goal 2010", che prorogava i tempi di realizzazione per i progetti dell'Unione europea.
Venne espressa la preoccupazione che un pilastro europeo indipendente per la sicurezza potesse causare una progressiva diminuzione di importanza della NATO quale foro transatlantico. In risposta alla dichiarazione di Saint-Malo, l'ex segretario di Stato statunitense, Madeleine Albright per descrivere le aspettative americane nei confronti della PESD, definì le cosiddette "tre D" dicendo che era necessario che non vi fosse:
1. duplicazione di ciò che veniva già fatto dalla NATO;
2. divisione della strategia di sicurezza europea da quella degli alleati americani;
3. discriminazione verso gli stati NATO che non sono membri dell'UE (come ad esempio la Turchia).

La dichiarazione congiunta UE-Nato del 2002 enuncia sei principi fondamentali tra cui la cooperazione o partnership, per esempio le attività per la gestione delle crisi dovrebbero essere di mutuo rinforzo; reale cooperazione e consultazione reciproca, parità e dovuto rispetto per ‘l'autonomia nel processo decisionale e gli interessi' di entrambe l'UE e la NATO, e ‘sviluppo coerente di requisiti di capacità militari compatibili e che si rafforzano reciprocamente, comuni alle due organizzazioni’. In termini istituzionali, la partnership viene definita, in particolare, con l'accordo di Berlino plus del marzo 2003 che permette l'UE di usare le strutture della NATO, i suoi meccanismi e risorse per condurre operazioni militari nel caso la NATO non voglia intervenire. Inoltre fu firmato un accordo che regola lo scambio e la gestione di informazioni e di materiale sensibile tra UE e la NATO. Il documento prevede l'istituzione di una piccola cellula di collegamento UE presso il Quartier generale delle forze della Nato in Europa (Supreme Headquarters Allied Powers in Europe - SHAPE) e presso il Comando interforze della NATO a Napoli.
Una frase che spesso usata per descrivere il rapporto tra le forze NATO e quelle UE è: "separate, ma non separabili": le stesse forze e capacità costituiranno le basi dell'impegno di entrambe UE e NATO, anche se parte di esse possono essere destinate all'Unione europea, se necessario. Riguardo alle missioni esiste un diritto di primo rifiuto: solo se la NATO decide di non intervenire l'UE può far lo stesso.

### Documento UE sulla sicurezza
La "strategia europea in materia di sicurezza" è il documento normativo che traccia le linee guida della strategia per la sicurezza internazionale dell'Unione europea. Il titolo è: "Un'Europa sicura in un mondo migliore". Il documento fu approvato dal Consiglio europeo tenutesi a Bruxelles il 12 dicembre 2003 e redatto sotto la responsabilità dell'Alto Rappresentante per la Politica Estera e di Sicurezza Comune, Javier Solana. Con l'avvento della PESD, si ha, per la prima volta, una strategia per la sicurezza formulata congiuntamente. Il documento può essere considerato l'omologo della "Strategia per la sicurezza nazionale degli Stati Uniti".
Il documento attacca affermando che "Mai l'Europa è stata così prospera, sicura e libera"; e conclude con "Questo mondo presenta nuovi pericoli ma offre anche nuove opportunità". Tra queste due affermazioni il testo si svolge argomentando che, per avere un'Europa sicura in un mondo globalizzato, è imperativo una cooperazione multilaterale tra l'Europa e l'estero, perché "Nessun paese è in grado, da solo, di affrontare i problemi complessi di oggi". Perciò la "strategia europea in materia di sicurezza" identifica una serie di importanti minacce che l'Europa doveva affrontare: terrorismo, proliferazione delle armi di distruzione di massa, conflitti regionali, e crimine organizzato. Si può leggere il documento per intero qui.

### Agenzia europea per la difesa
Il 12 luglio 2004 si definirono gli ultimi dettagli dell'Agenzia europea per la difesa. L'agenzia composta da 80 persone è diretta da Alexander Weis, proveniente dal Ministero della Difesa tedesco. La spesa complessiva per la difesa sostenuta dai 27 stati UE è di circa 160 miliardi di € (250 miliardi di $).
Istituiti nel 2005, dal 2007 sono pienamente operativi gli EU Battlegroups ma finora non utilizzati in un teatro di operazioni militari.

## Futuro
La prima stesura della Costituzione europea presentata nel 2004 tentava di codificare ulteriormente la Politica europea di sicurezza e difesa, ma essendo stata direttamente rigettata da entrambe Francia e Paesi Bassi, e non essendo stata ratificata da altri sette paesi la prima stesura non fu mai adottata e si dovette modificarne il testo. La prima stesura recita:
La politica europea di sicurezza e di difesa comprende la graduale definizione di una politica di difesa comune dell'Unione. Questa condurrà a una difesa comune quando il Consiglio europeo, deliberando all'unanimità, avrà così deciso. In questo caso, il Consiglio europeo raccomanda agli Stati membri di adottare una decisione in tal senso conformemente alle rispettive norme costituzionali.
La politica dell'Unione a norma del presente articolo non pregiudica il carattere specifico della politica di sicurezza e di difesa di taluni Stati membri, rispetta gli obblighi derivanti dal trattato del Nord-Atlantico per alcuni Stati membri che ritengono che la loro difesa comune si realizzi tramite l'Organizzazione del trattato del Nord-Atlantico, ed è compatibile con la politica comune di sicurezza e di difesa adottata in tale contesto.(Capo II Art. 1-41 2)
Il rilancio della politica di sicurezza e difesa è stato dichiarato uno degli obiettivi principali del turno di presidenza del Consiglio dell'Unione europea detenuto dalla Polonia nel secondo semestre del 2011.

## Missioni
La prima operazione in ambito PESD, in seguito alla dichiarazione di intenti del 1999, è stata avviata il 18 marzo 2003, nell'allora ex Repubblica jugoslava di Macedonia (l'attuale Macedonia del Nord) subentrando all'operazione della Nato "Allied Harmony". L' "Operazione Concordia" dispose delle risorse della NATO e fu portata a termine con successo in breve tempo tanto che qualche mese dopo fu sostituita da una missione di polizia di minore entità: EUPOL Proxima. Da allora ci sono state altre missioni di polizia, di mantenimento dello stato di diritto, di monitoraggio. Oltre che in Macedonia del Nord, l'UE ha avviato un'altra missione, subentrata nel dicembre 2004 alla missione SFOR della NATO, per contribuire a mantenere un ambiente sicuro in Bosnia ed Erzegovina, la missione EUFOR Althea, che è ancora in corso al novembre 2007.
Tra maggio e settembre 2003, ebbe inizio l'"Operazione Artemis" nella Repubblica Democratica del Congo in seguito alla risoluzione del Consiglio di sicurezza dell'ONU numero 1484. Ciò definì il sistema "framework nation" che sarebbe stato usato nei futuri dispiegamenti. L'UE ritornò in Congo nel 2006 con EUFOR RD Congo in supporto della missione delle Nazioni Unite nella Repubblica Democratica del Congo durante le elezioni nel paese. Terminò nel 2006.
Le missioni dell'Unione europea al di fuori dei Balcani e oltre alla Repubblica Democratica del Congo si sono svolte in Georgia, Indonesia, Sudan, Palestina e Ucraina-Moldova. È attualmente in corso la missione integrata per il rafforzamento dello stato di diritto in Iraq (EUJUST Lex) e a giugno 2007 è stata avviata una missione di polizia in Afghanistan (EUPOL Afghanistan). Sono state previste anche delle missioni in Ciad e nella Repubblica Centrafricana insieme all'ONU per il 2008.

## Struttura attuale
- Agenzia europea per la difesa
- Helsinki Headline Goal
- Forza di gendarmeria europea
- Gruppi di combattimento dell'Unione europea
- Istituto dell'Unione europea per gli studi sulla sicurezza (ISS)

Il Consiglio europeo di Nizza nel dicembre 2000 ha dato il via alla creazione di un Comitato politico e di sicurezza (CPS) al quale spetta il compito di seguire l'andamento della situazione internazionale, contribuire alla definizione delle politiche e controllare l'attuazione di quelle adottate. Inoltre si è stabilito di creare le seguenti due strutture militari, finalizzate ad assicurare la direzione strategica di operazioni guidate dall'UE:
- un Comitato Militare;
- un nucleo del futuro Stato Maggiore dell'Unione.

Accanto alle capacità militari, nei Consigli europei di Feira, Nizza e Göteborg, l'UE si è impegnata a sviluppare degli strumenti civili di gestione delle crisi (forze di polizia, amministratori civili, operatori giudiziari, protezione civile)
Inoltre la PSDC è fortemente sostenuta dal Segretariato generale del Consiglio dell'Unione europea dove ha sede Uwe Corsepius, per esempio, ma anche lo Stato maggiore dell'UE.
Dal 1º gennaio 2007 il Centro Operazioni dell'UE ha preso avvio a Bruxelles. Può comandare un numero limitato di forze, all'incirca 2000 truppe (ad esempio: un battaglione).
Oltre al Centro europeo sono stati creati altri cinque quartier generali nazionali che si sono resi disponibili all'impiego da parte delle Forze dell'UE: Mont Valérien (Parigi), Northwood (Londra), Potsdam (Germania), Centocelle (Roma) e Larissa (Grecia). Ad esempio l'Operazione Artemis utilizzò Mont Valérien per quartier generale e la missione EUFOR DR Congo usò Potsdam. L'UE può anche disporre delle strutture della NATO.
Dal 2017 esiste anche uno strumento finanziario a supporto dello sviluppo della difesa europea: il Fondo europeo della difesa.